# گراهام استارک
گراهام استارک (انگلیسی: Graham Stark؛ ۲۰ ژانویهٔ ۱۹۲۲ – ۲۹ اکتبر ۲۰۱۳) یک کمدین، هنرپیشه و نویسنده اهل بریتانیا بود.
از فیلم‌ها یا برنامه‌های تلویزیونی که وی در آن نقش داشته‌است می‌توان به میلیونر، الفی، سوپرمن ۳، بازگشت پلنگ صورتی، کازینو رویال، بکت، قرار ملاقات دو ناشناس، ویکتور ویکتوریا، پسر پلنگ صورتی، انتقام پلنگ صورتی، تیری در تاریکی، نفرین پلنگ صورتی، ردپای پلنگ صورتی، مسیحی جادویی، زندانی زندا و درباره فیدل اشاره کرد.